# Leptataspis rotundata
Leptataspis rotundata är en insektsart som först beskrevs av Walker 1858.  Leptataspis rotundata ingår i släktet Leptataspis och familjen spottstritar. Inga underarter finns listade i Catalogue of Life.